# 굿 모닝 아메리카

타임스 스퀘어 스튜디오

굿 모닝 아메리카(Good Morning America, GMA)는 ABC에서 방송되는 미국의 아침 텔레비전 프로그램이다. 1975년 11월 3일부터 방영하였고, 1993년 1월 3일 일요판 데뷔와 함께 주말로 확대 편성되었다. 다만, 일요판은 1999년에 취소되었으며 2004년 9월 4일 주말판을 일요일은 물론 토요일까지 확장하며 다시 재개하였다. 평일 프로그램은 미국의 모든 시간대에서 오전 7시부터 9시까지 방송된다. 토요일과 일요일 판은 1시간으로 오전 7시에 ABC 방송국에 생중계되며, 동부 표준시를 사용하거나 일부 시차가 발생하는 방송사의 경우 다른 시간대에 딜레이 편성으로 방송한다. 태평양 표준시의 경우, 해당 지역 시청자들을 위해 별도의 오프닝과 업데이트된 라이브 리포트로 구성하여 방영한다. 2007년부터 2008년까지 평일에는 ABC 뉴스 나우 전용으로 Good Morning America Health라는 프로그램을 1시간 동안 방송하였다. 스핀오프 프로그램이 아닌 확장판 형태이다.
굿 모닝 아메리카는 뉴스, 인터뷰, 일기예보, 특집 기사, 그리고 "팝 뉴스"(Pop News)로 불리는 대중문화 및 연예뉴스 및 SNS 동영상 소개 코너와, "GMA 히트 지수"(GMA Heat Index)라고 불리는 연예, 라이프스타일 및 인간적인 관심사가 혼합된 이야기를 소개해주는 코너와, "오늘의 Play"(Play of the Day)로 불리는 선택된 SNS 동영상이나 TV 프로그램의 클립 영상을 모아보는 코너 같이 특별한 코너를 특징으로 한다. ABC 뉴스가 제작하고 미국 뉴욕 타임스 스퀘어에 있는 타임스 스퀘어 스튜디오에서 방송되며 주요 앵커로는 로빈 로버츠, 조지 스테파노풀로스, 전 뉴욕 자이언츠 소속 미식축구 디펜스 엔드(DE) 선수였던 마이클 스트라한, 속보 전문 앵커 에이미 로바흐, 엔터테인먼트 앵커 라라 스펜서 그리고 기상 앵커 진저 지 등이 있다.
굿 모닝 아메리카는 2012년 여름 이후 매년 전체 시청자와 핵심 시청자 층에서 가장 많이 시청되고 있다. GMA는 1995년부터 2012년까지 NBC의 투데이에 밀리면서 대체로 시청률 2위 자리를 유지해왔다. 1980년대 초반부터 중반까지 앵커 데이비드 하트먼과 조안 런든, 1980년대 후반부터 1990년대 중반까지 찰스 깁슨과 룬덴, 2012년 4월 로버츠와 스테파노풀로스와 함께 투데이를 꺾고 시청률 1위 자리를 탈환했다.
굿 모닝 아메리카는 뛰어난 아침 프로그램 (Outstanding Morning Program)으로 데이타임 에미상을 세 차례 수상했는데, 2007년 첫 상을 투데이와 공유하고 2008년과 2009년에는 단독으로 수상했다.

## 같이 보기
- ABC 뉴스
- 아침 정보 프로그램